# Jozefus
Jozefus is een geslacht van wantsen uit de familie van de Miridae (blindwantsen). Het geslacht werd voor het eerst wetenschappelijk beschreven door Aleksander Herczek in 1993.

## Soorten
Het genus bevat de volgende soorten:

- Jozefus brunetus Namyatova & Cassis, 2016
- Jozefus guineiensis Herczek, 1993
- Jozefus monteithi Namyatova & Cassis, 2016